# 홍성 대원군 척화비
흥선 대원군 척화비(洪城 大院君 斥和碑)는 충청남도 홍성군 구항면 오봉리에 있는 조선시대의 척화비이다. 1984년 5월 17일 충청남도의 문화재자료 제163호로 지정되었다.

## 개요
척화비란 쇄국정책을 실시하던 흥선대원군이 병인양요, 신미양요를 치르면서 더욱 그러한 의지를 굳혀, 서양세력을 배척하고 그들의 침략을 경계하여야 한다는 의지를 국민에게 심어주고자 서울 및 전국의 중요도로변에 세우도록 한 비이다.
홍성지역에 자리하고 있는 이 비는 넓적한 자연암석 위에 비몸을 꽂아놓은 모습이다. 비문에는 “서양 오랑캐가 침범하였는데 싸우지 않으면 화친을 할 수 밖에 없고, 화친을 주장하면 나라를 파는 것이 된다”라는 강한 어투의 경고문구를 적어 놓았다.
고종 8년(1871)에 전국에 일제히 세운 것으로, 1882년 임오군란이 일어나 대원군이 러시아 공사관으로 납치되면서 일제에 의해 대부분 철거되거나 훼손되었다. 이 비는 충남 지방에 남아 있는 3기의 척화비 중 하나로, 급변하던 구한말 당시의 상황과 쇄국의 의지를 잘 보여주고 있다.

## 현지 안내문
척화비는 조선 고종 때 서양 제국주의의 침략을 배격하고 쇄국(鎖國)을 강화하기 위한 결의를 나타내기 위해 세운 비석이다. 병인양요·신미양요 이후 서울을 비롯하여 전국각지에 93개를 세웠다. 충청남도 도내(道內)에는 홍성군 구항면 오봉리·아산군 신창면·예산군 대흥면 등에 남아 있다. 척화비의 비문에는 오랑캐가 침범하는데 싸우지 않는다는 것은 화해를 하자는 것이다. 화해를 하자는 것은 나라를 팔아먹음과 같으니, 우리들의 만대 자손에게 경고하노라(洋夷侵犯 非戰則和 主和賣國 戒我萬年子孫 丙寅作 辛未立)라고 새겨져 있다.

## 같이 보기
- 척화비

## 참고 자료
- 대원군척화비 - 국가유산청 국가유산포털